# Transhumanismo democrático
El transhumanismo democrático, un término acuñado por James Hughes en 2002, hace referencia a la postura de los transhumanistas (defensores del desarrollo y uso de las tecnologías de perfeccionamiento humano) que propugna las vistas políticas liberales, sociales o democráticas radicales.
Según Hughes, la ideología "proviene de la afirmación que los seres humanos generalmente están más felices cuando toman control racional de las fuerzas naturales y sociales que controlan sus vidas". La fundación ética del transhumanismo democrático depende del utilitarismo de reglas y la teoría de la personalidad no-antropocéntrica.
Mientras pone una objeción al bioconservatismo de la derecha e izquierda y el transhumanismo libertario, Hughes quiere fomentar que los transhumanistas democráticos y sus aliados progresistas potenciales se unan como un nuevo movimiento social e influyan en la política pública biopolítica.
Un intento expandir el término medio entre el realismo tecnológico y el utopismo tecnológico, se puede considerar el transhumanismo democrático una forma radical del tecnoprogresismo.
El término "radical" (del latín radix ("raíz")), que aparece varias veces en las obras de Hughes, se utiliza como un significado adjetivo de de o perteneciente a la raíz o ir a la raíz. Su tesis central es que las tecnologías emergentes y la democracia radical pueden ayudar a los ciudadanos superar varias causas raíces de las desigualdades del poder.

## Tendencias
Hughes ha identificado 16 tendencias del "futurismo de la izquierda" o el "utopismo tecnológico de la izquierda" y pronostica que pueden ser incorporadas en el transhumanismo:
| - Afrofuturismo - Tecnologías de apoyo para las personas discapaces - Biopunk - ciencia ficción y movimiento - Cultura de la modificación corporal - Feminismo cyborg/cyberfeminismo - Movimiento de la globalización democrática - Ciencia ficción feminista - Ciencia ficción lesbian, gay, bisexual, y transgénero | - Nanosocialismo - Movimiento de software libre - Post-Darwin izquierda política - Ciencia ficción postcyberpunk - Movimiento del fin de trabajo/renta básica universal - Technogaianismo - Política de la arriba política - Viridian Design Movement |

## Lista de transhumanistas democráticos
Esta sección contiene una lista de individuos notables que se han identificado o que han sido identificados por Hughes como defensores del transhumanismo democrático:
| - Ben Hyink - Charles Stross - Jamais Cascio - George Dvorsky - Giulio Prisco - Ken MacLeod - Mark Alan Walker | - Martine Rothblatt - Pablo Stafforini - Philip Shropshire - Ramez Naam - Riccardo Campa - Robin Green |